# Волховская
Волховская — деревня в Сямженском районе Вологодской области.
Входит в состав Ногинского сельского поселения, с точки зрения административно-территориального деления — в Ногинский сельсовет.
Расстояние по автодороге до районного центра Сямжи — 5,7 км, до центра муниципального образования Ногинской — 2,2 км. Ближайшие населённые пункты — Семениха, Ногинская, Сямжа.
По переписи 2002 года население — 123 человека (58 мужчин, 65 женщин). Всё население — русские.